# حسین رجایی ریزی
حسین رجایی ریزی سیاستمدار ایرانی است، که توانست در یازدهمین انتخابات مجلس شورای اسلامی در دور دوم انتخاب که در تاریخ ۲۲ شهریور ۱۳۹۹ برگزار شد، از حوزه انتخابیه لنجان از اصفهان انتخاب گردد و به مجلس راه یابد.
حسین رجایی‌ریزی در دور اول از انتخاب مجلس شورای اسلامی حائز آراء لازمه نشد و با راه یافتن به دور دوم از انتخاب که با حضور رقیب انتخاباتی وی علی یوسف پور برگزار گردید که در نهایت با کسب ۱۴ هزار و ۱۲۷ رای به عنوان نماینده مردم لنجان انتخاب گردید.